# غرونينغن (سويسرا)
غرونينغن (بالألمانية: Grüningen) هي إحدى بلديات مقاطعة هينفيل في كانتون زيورخ بسويسرا. تُقدر مساحتها ب8.77 كيلومتر مربع، ويقدر عدد سكانها بـ 3382 نسمة (حسب تعداد ديسمبر 2017).
في عام 1976، مُنحت جائزة واكر لجمعية التراث السويسري في مدينة غرونينغن بسبب الجهود التي بذلتها في الحفاظ على المظهر التاريخي للمدينة. تضمنت جهود الجمعية مراقبة أي تغييرات تم إجراؤها على المدينة وتقديم اقتراحات للتحسين. بالإضافة إلى تطوير وتجهيز متحف محلي، وتقديم أحداث ثقافية ونشر معلومات حول تراث المدينة.

## معرض صور

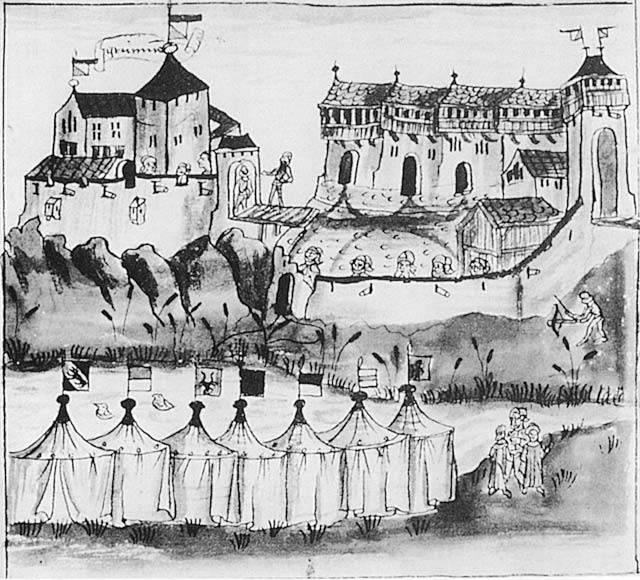
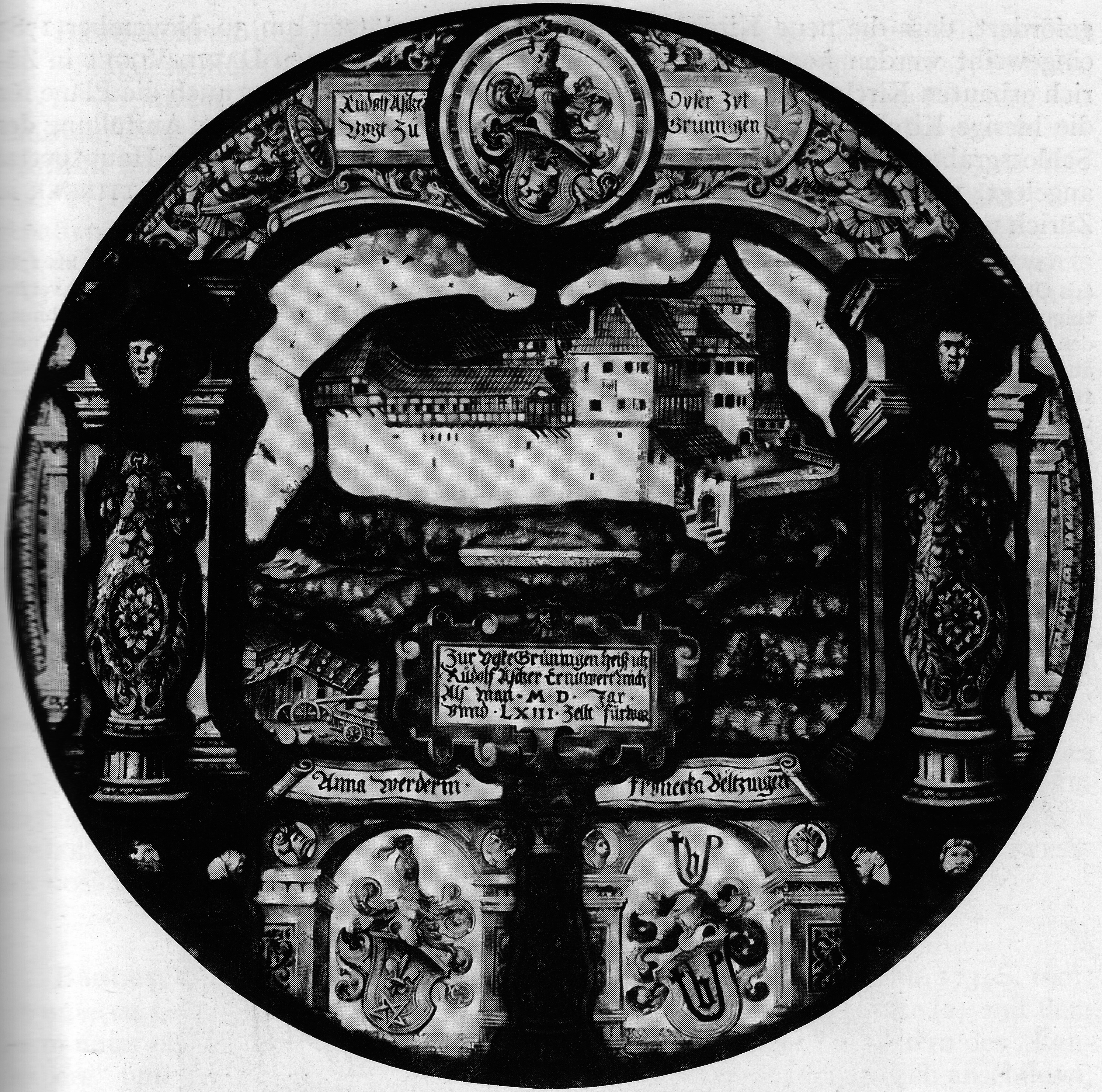
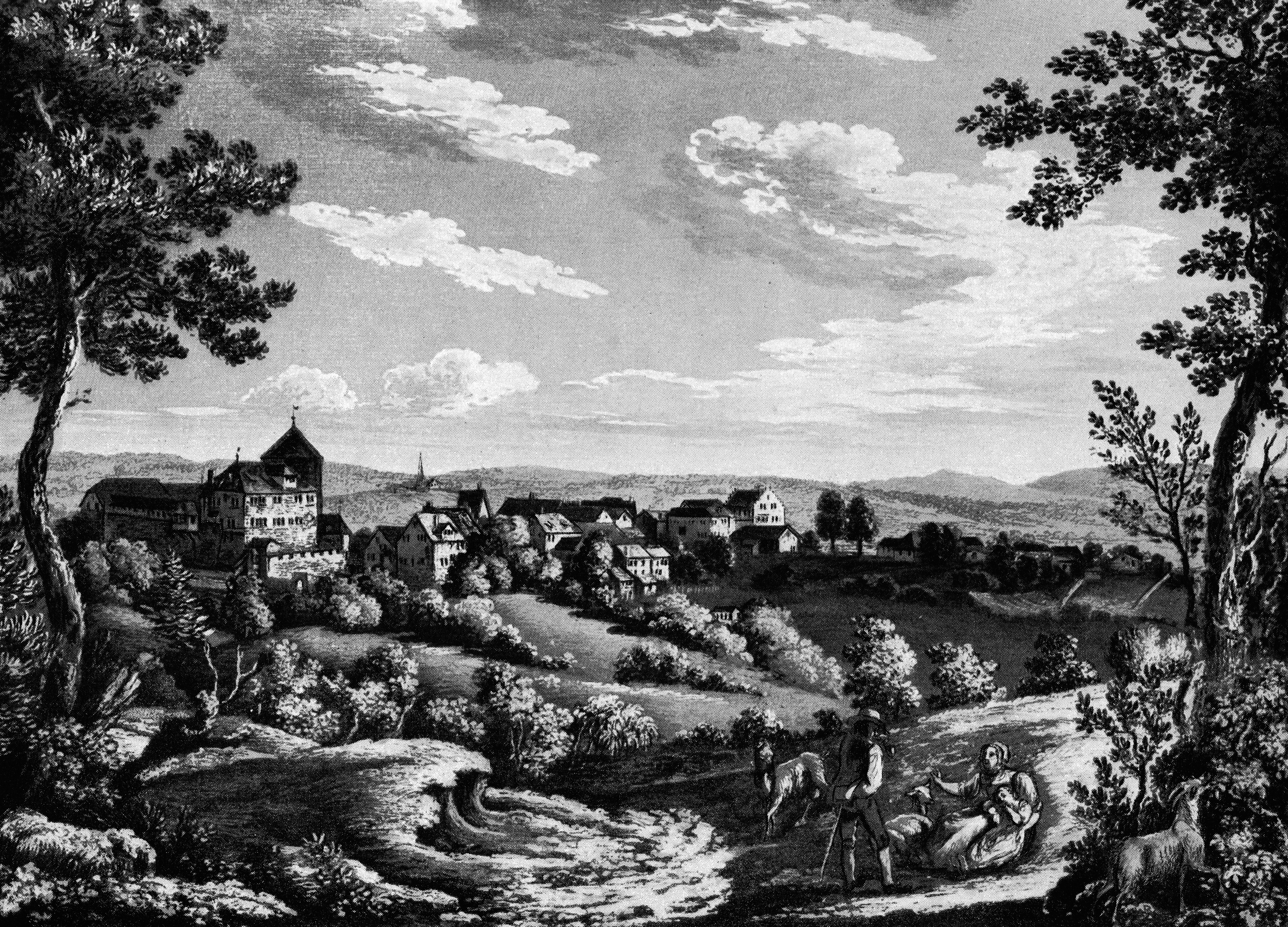
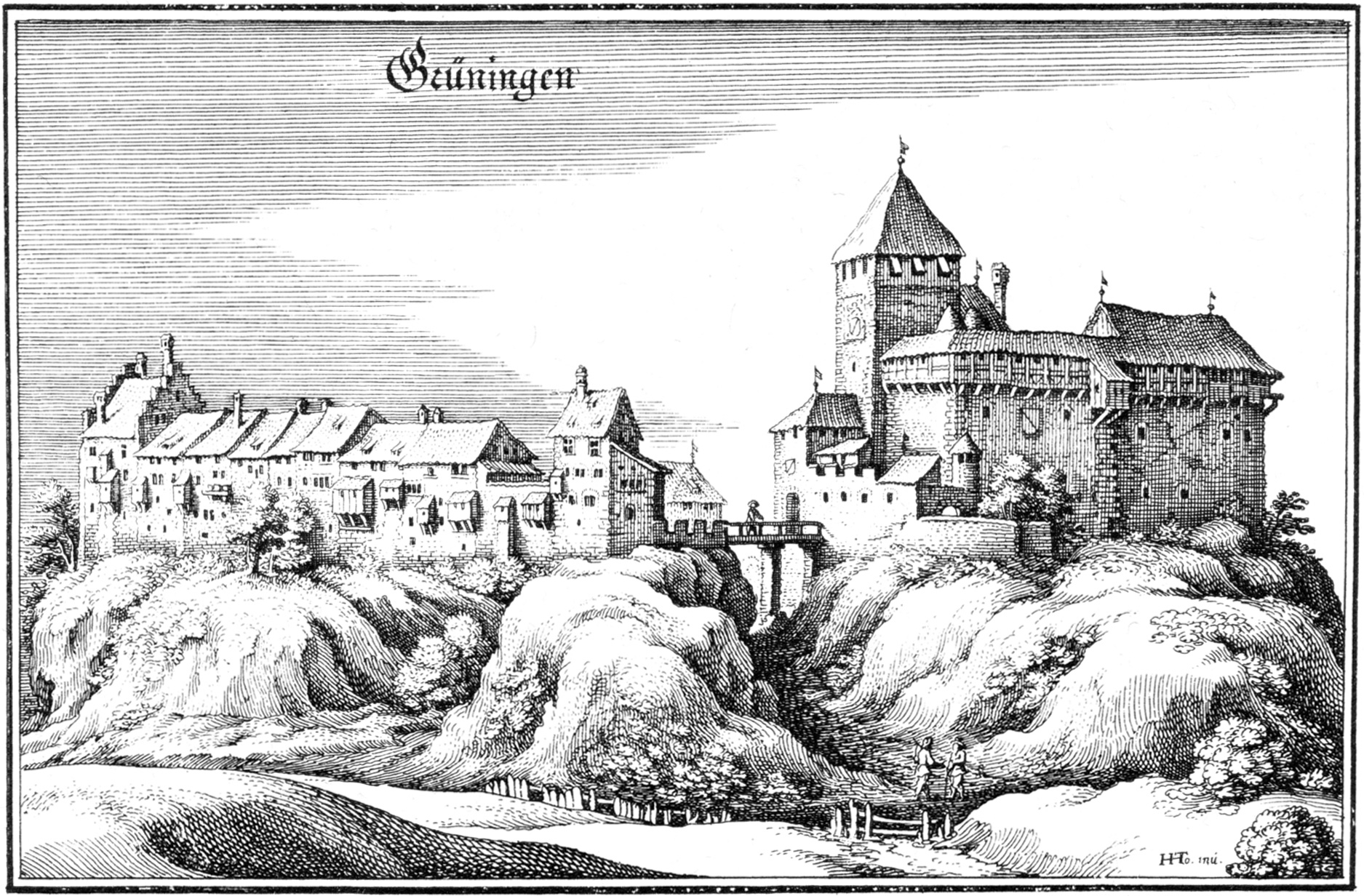
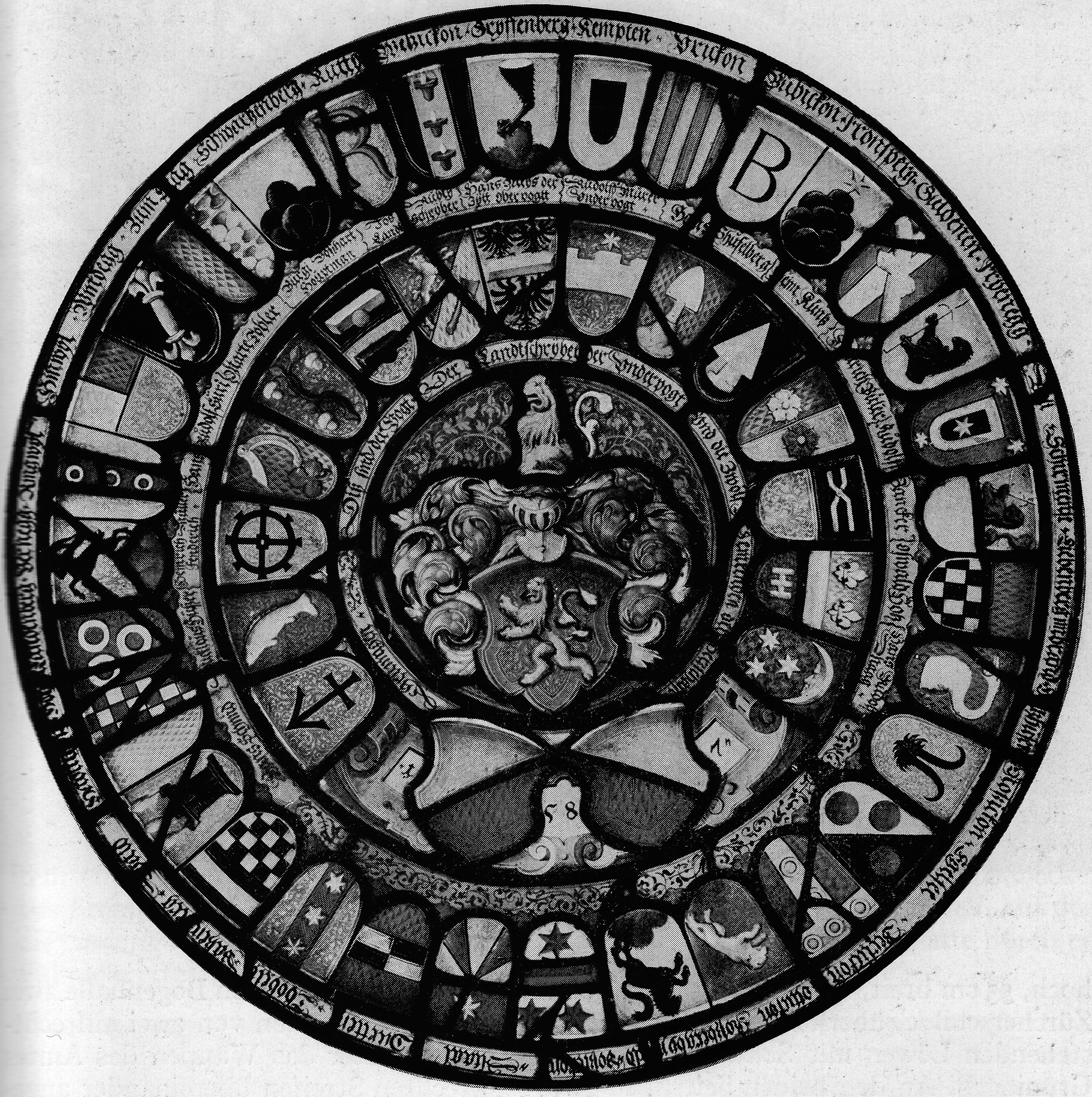
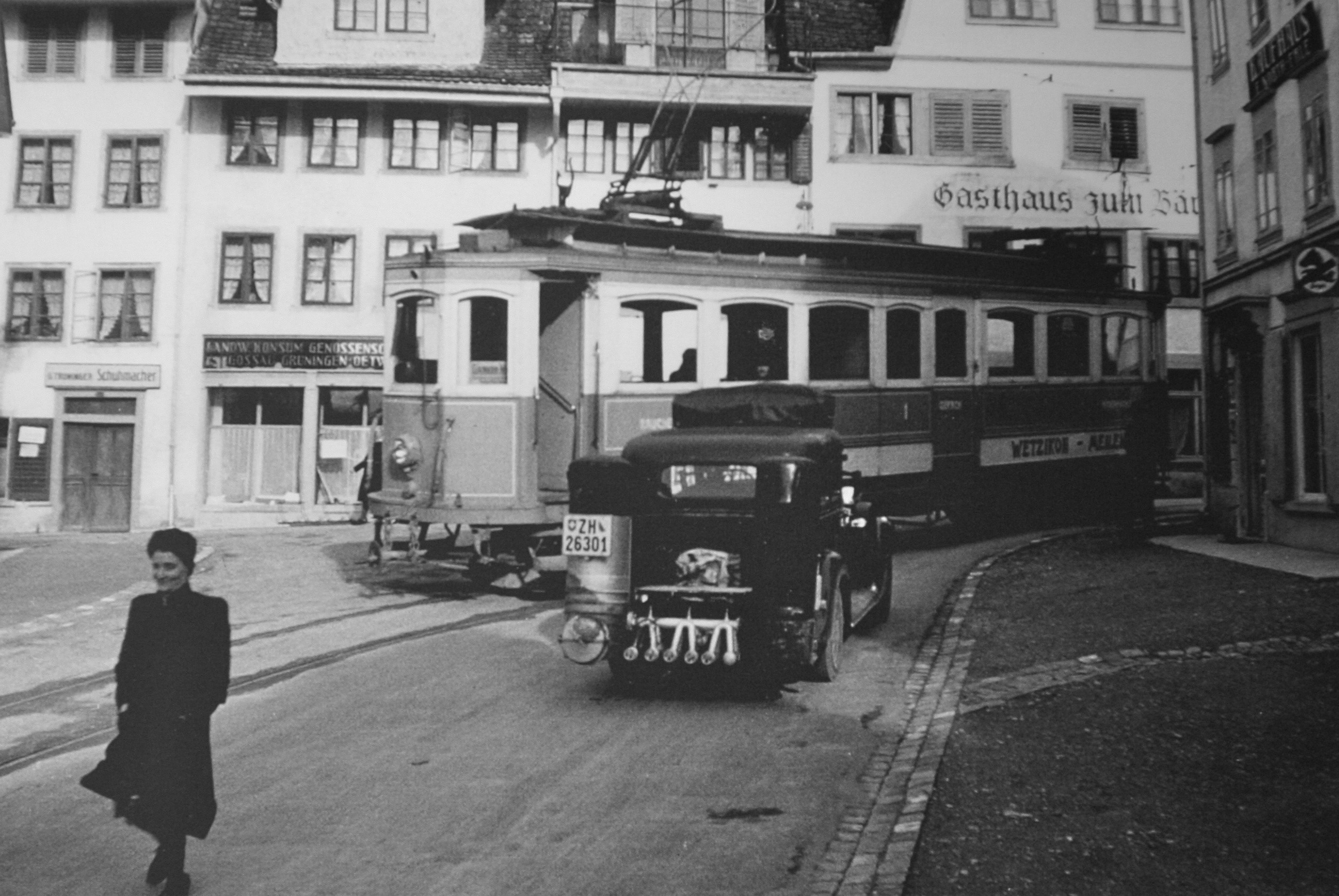